# Format demi-tabloïd
Le format demi-tabloïd (ou demi-berlinois) est un format adopté par certains titres de la presse écrite tels que le gratuit suisse The Week New. Encore plus petit que le format tabloïd, lui-même relativement réduit, il impose à chaque feuille une dimension de 210 millimètres de largeur pour 290 de longueur.
C'est aussi une mise en page typique des journaux peoples
De fait, de telles proportions le rapprochent du format de papier A4 tel que défini par la norme ISO 216, soit 210 millimètres de largeur pour 297 de longueur. Aussi, on confond souvent le format demi-tabloïd et le format A4.